# Sołtysia Skała (Małe Pieniny)

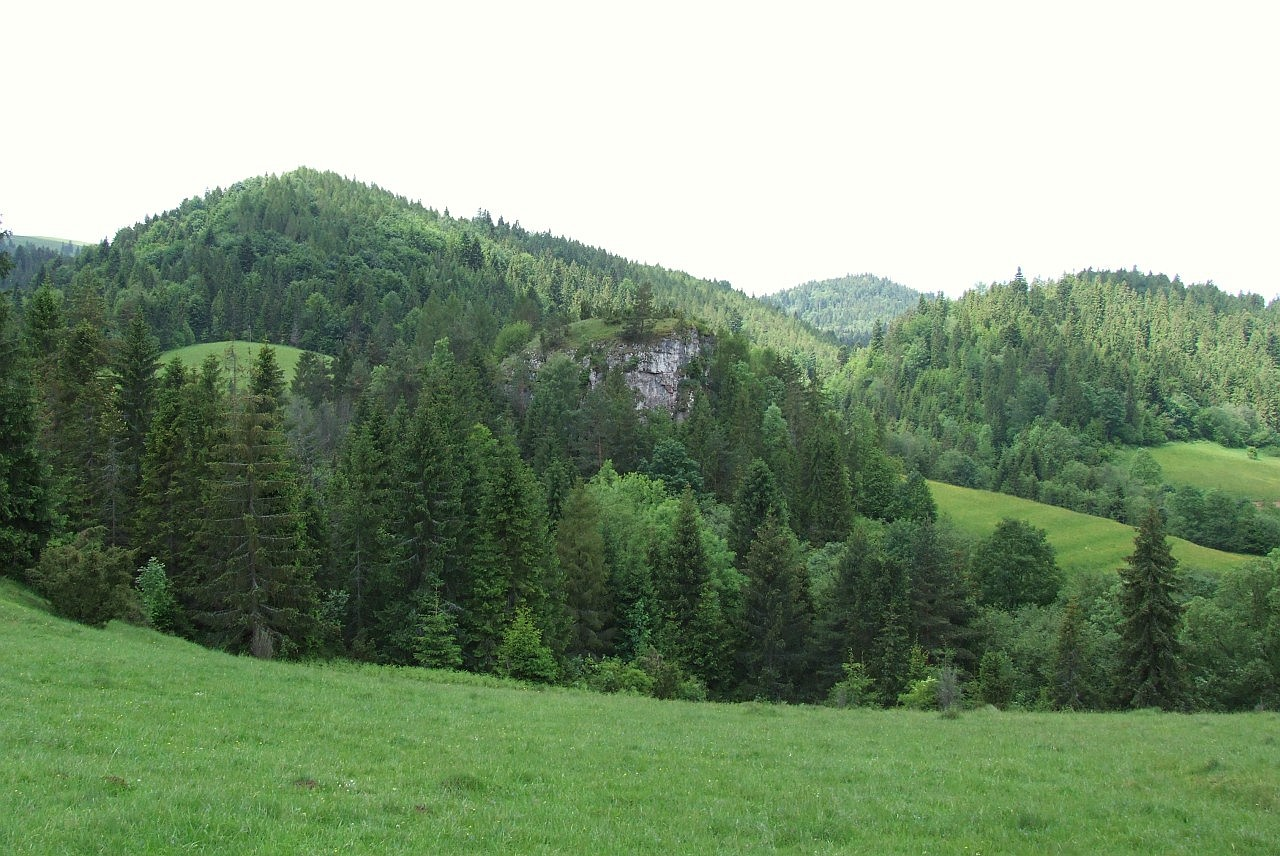
Krupianka i Ubocz, w środku Sołtysia Skała. Widok od wschodniej strony

Sołtysia Skała (609 m n.p.m.), Dziad i Baba – dwie skały w Małych Pieninach na lewych zboczach potoku Czerszla, we wsi Szlachtowa w województwie małopolskim, w powiecie nowotarskim, w gminie miejsko-wiejskiej Szczawnica. Jedna ma kształt stołu to igła skalna. Przez szczawnickich górali skały te nazywane są „Dziadem i Babą”. Obydwie zbudowane są ze skała wapiennych. Zostały oddzielone od masywu Krupianki w wyniku ruchów tektonicznych. Płaski wierzchołek porośnięty murawą i zarastający drzewami, podnóża usłane piargami.

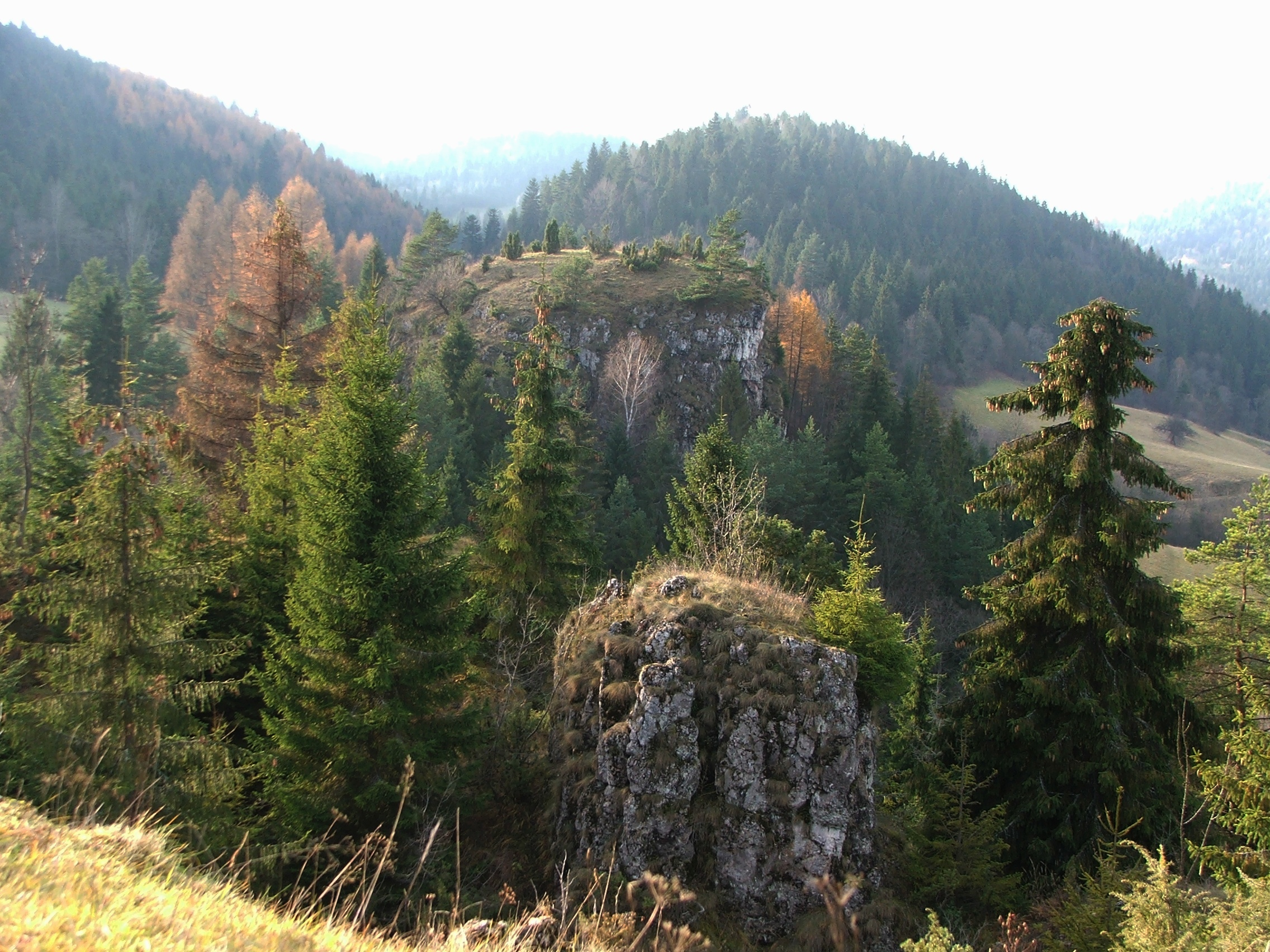
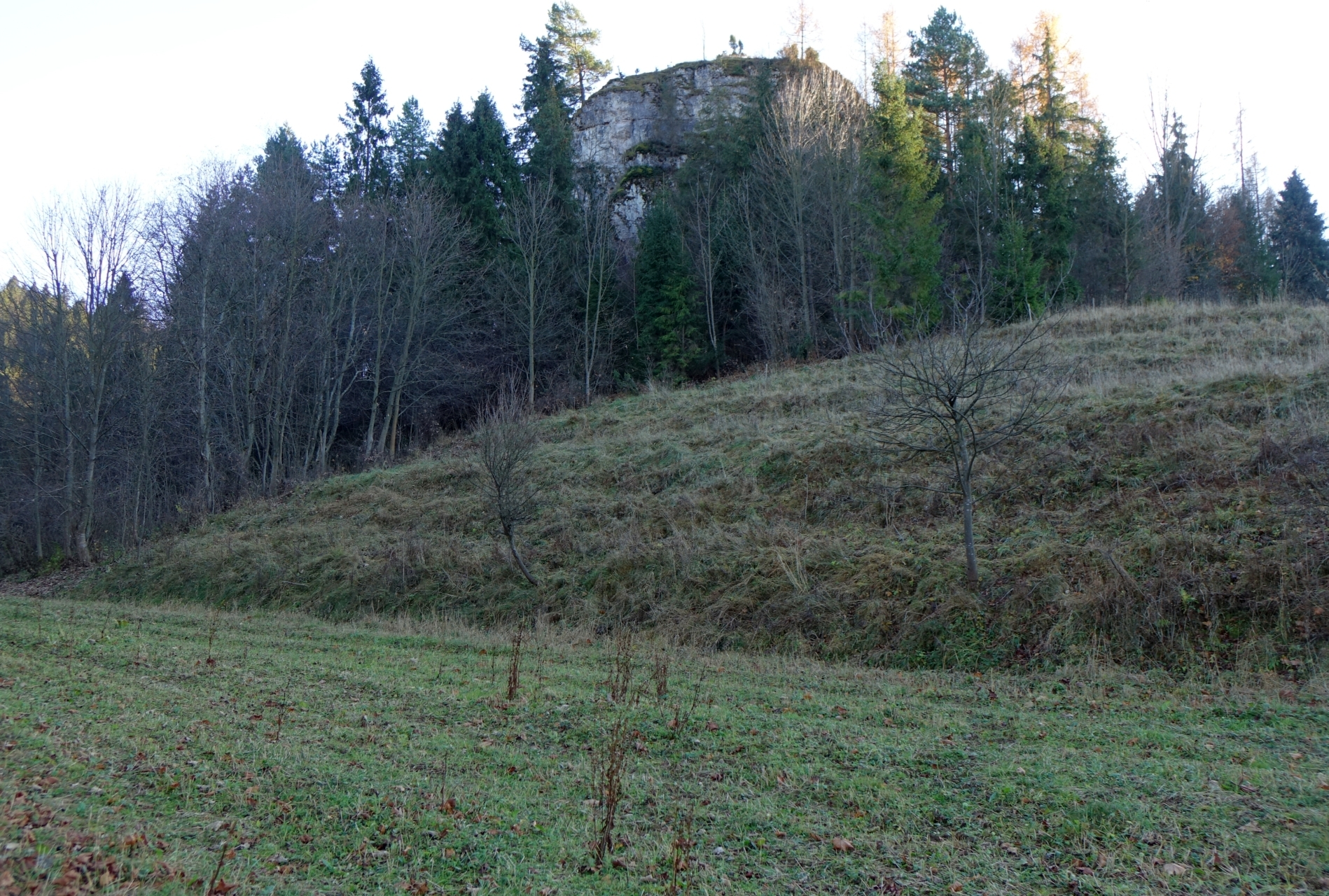
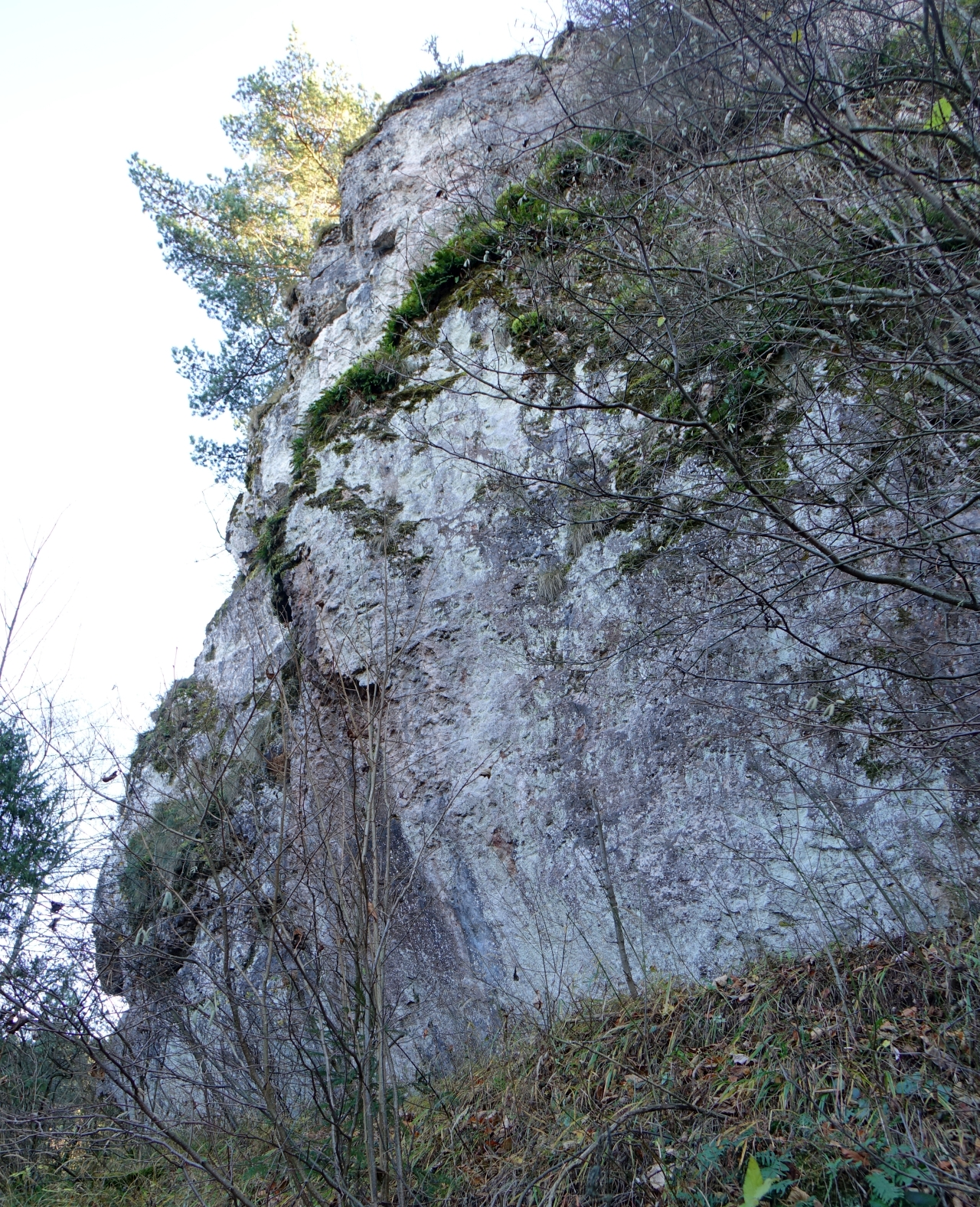
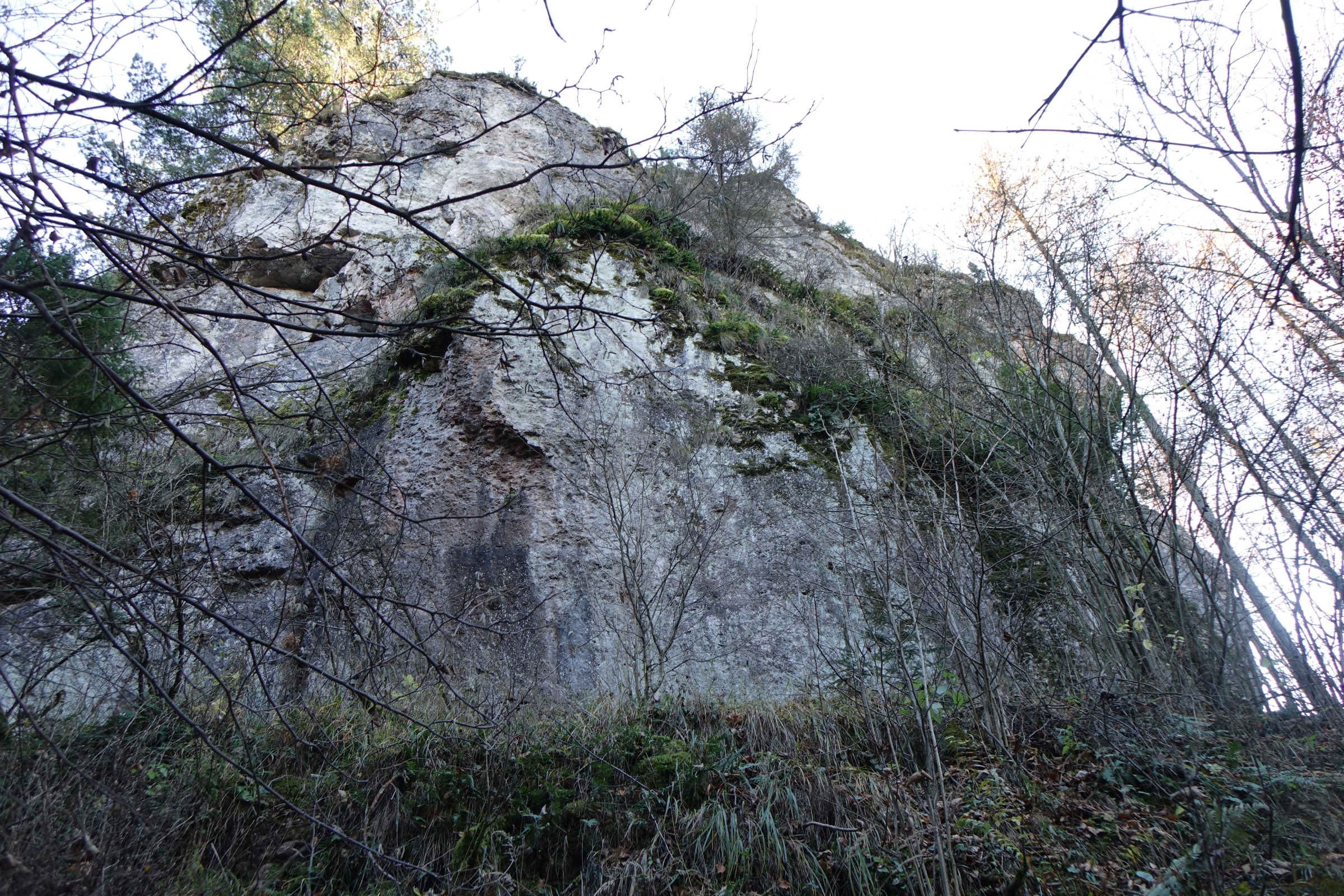
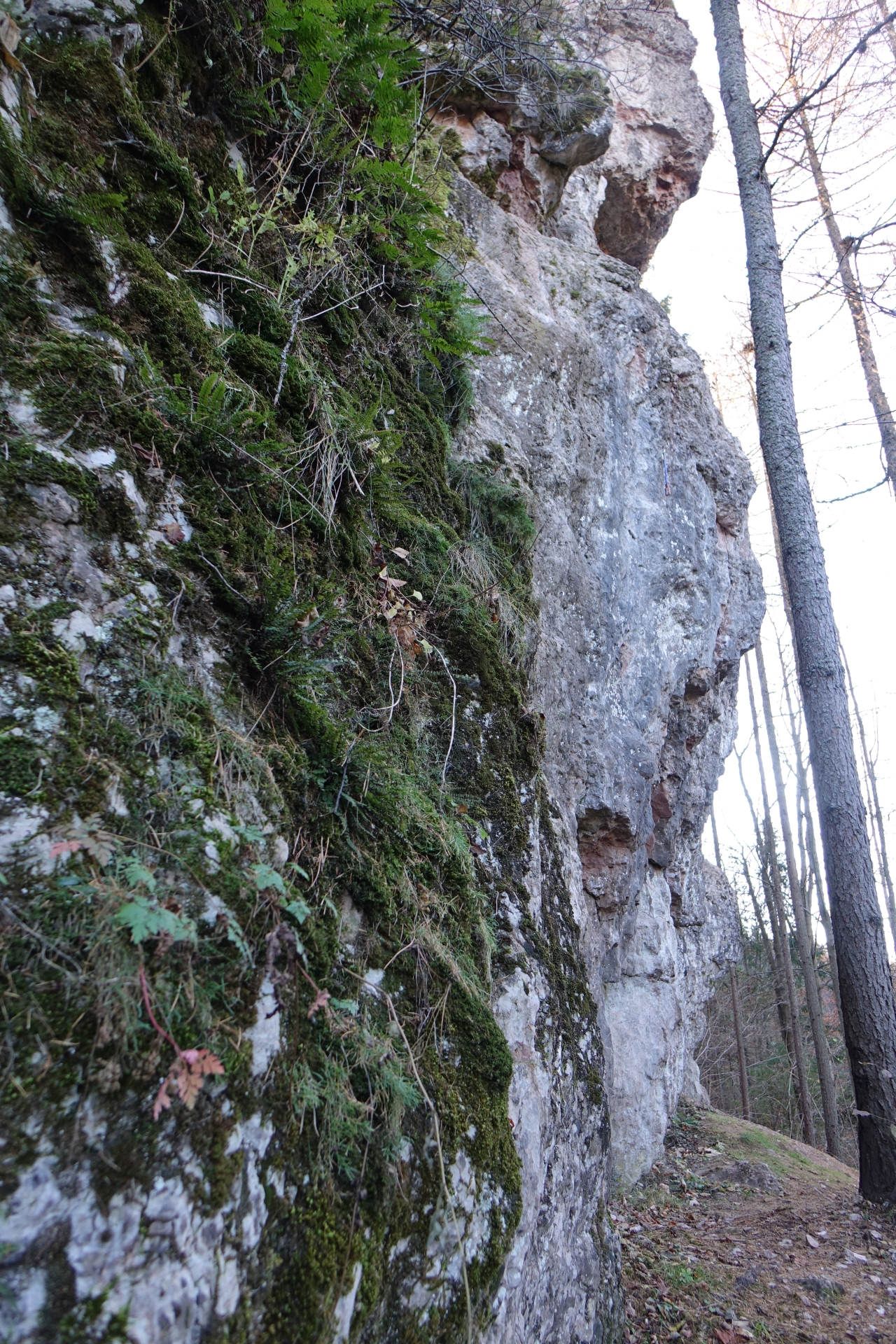
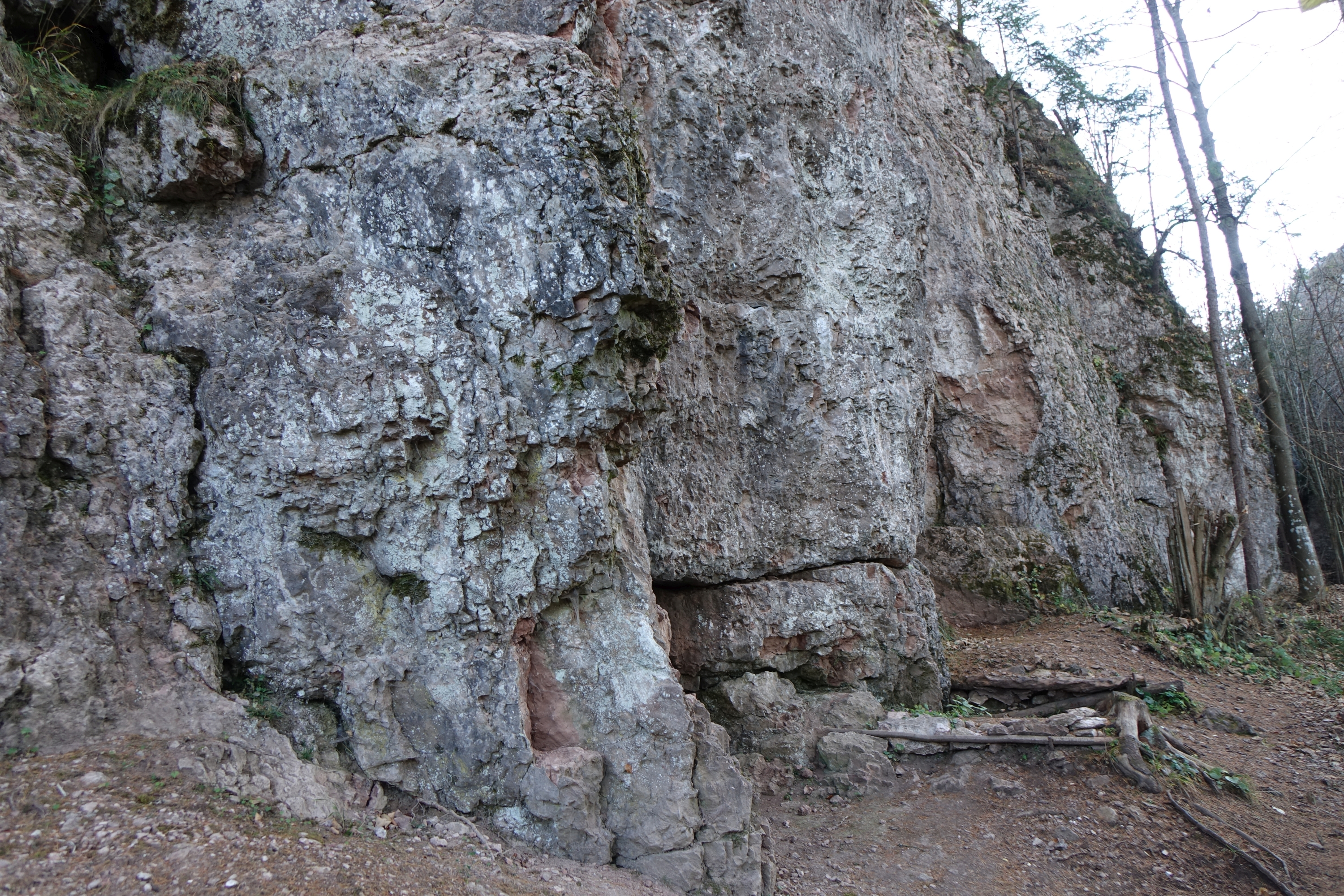

Na Sołtysiej Skale uprawiana jest wspinaczka skalna. Świadczą o tym zamontowane na jej ścianach ringi oraz wyrównana i udeptana ścieżka pod ścianą skały będąca punktem startowym do wspinaczki.
Sołtysie Skały mają wysokość 8–10 m i zbudowane są z wapieni sukcesji czorsztyńskiej Pienińskiego Pasa Skałkowego. Składają się głównie z wapieni
krynoidowych i czerwonych wapieni bulastych z ostrą granicą, tworzoną przez polewy żelazisto-manganowych na stropie wapieni krynoidowych. Powstały w środkowej i późnej jurze. Zachowane gdzieniegdzie w wapieniach krynoidowych warstwowania przekątne wskazują, że wapienie te powstawały na skłonie tzw. grzbietu czorsztyńskiego. Powstał on jako śródoceaniczny grzbiet podmorski w Oceanie Tetydy w środkowej jurze.
Główna, większa skała ma kształt stołu i pionowe północne ściany. Zwana jest Babą. Stojąca tuż obok niej izolowana iglica skalna to Dziad, który grawitacyjnie odchyla się od Baby. Przyczyną jest niestabilne podłoże (miękkie, czarne łupki), na którym znajdują się Sołtysie Skały.